# A' Katīgoria 2015-2016
La A' Katīgoria 2015-2016 (in greco Πρωτάθλημα Α' Κατηγορίας) è stata la 77ª stagione della massima serie del campionato cipriota di calcio. Il campionato è iniziato il 22 agosto 2015 e si è concluso il 15 maggio 2016. L'APOEL ha vinto il titolo per la venticinquesima volta nella sua storia.

## Stagione

### Novità
Dalla A' Katīgoria 2014-2015 è stato retrocesso l'Othellos Athienou, ultimo classificato nella poule retrocessione. A seguito dell'allargamento del campionato da 12 a 14 squadre, sono state promosse dalla Seconda Divisione l'EN Paralimni, il Pafos e l'Aris Limassol, classificatisi ai primi tre posti.

### Formula
Le 14 squadre partecipanti si affrontano in un girone all'italiana con partite di andata e ritorno, per un totale di 26 giornate.
Le prime 6 classificate partecipano alla poule scudetto, affrontandosi in un girone all'italiana con partite di andata e ritorno, per un totale di 10 giornate. Le squadre mantengono il punteggio guadagnano durante la stagione regolare. La squadra prima classificata è campione di Cipro e si qualifica alla UEFA Champions League 2016-2017. La seconda e la terza classificata si qualificano alla UEFA Europa League 2016-2017.
Le squadre classificate dal 7º al 12º posto partecipano alla poule retrocessione, affrontandosi in un girone all'italiana con partite di andata e ritorno, per un totale di 10 giornate. Le squadre mantengono il punteggio guadagnano durante la stagione regolare. L'ultima classificata (12º posto) retrocede in Seconda Divisione.
Le squadre classificate agli ultimi due posti della stagione regolare (13º e 14º posto) retrocedono direttamente in Seconda Divisione.

## Squadre partecipanti
| Club             | Città       | Stadio                               | Stagione precedente           |
| ---------------- | ----------- | ------------------------------------ | ----------------------------- |
| AEK Larnaca      | Larnaca     | Stadio Neo GSZ                       | 2º posto in A' Katīgoria      |
| AEL Limassol     | Limassol    | Stadio Tsirion                       | 8º posto in A' Katīgoria      |
| Anorthōsis       | Famagosta   | Stadio Antōnīs Papadopoulos          | 5º posto in A' Katīgoria      |
| APOEL            | Nicosia     | Stadio GSP                           | Campione di Cipro             |
| Apollōn Limassol | Limassol    | Stadio Tsirion                       | 3º posto in A' Katīgoria      |
| Arīs Limassol    | Limassol    | Stadio Tsirion                       | 3º posto in Seconda Divisione |
| Agia Napa        | Nicosia     | Stadio GSP                           | 10º posto in A' Katīgoria     |
| Doxa Katōkopias  | Peristerona | Stadio Makario (gioca a Nicosia)     | 11º posto in A' Katīgoria     |
| EN Paralimni     | Paralimni   | Stadio Tasos Marcou Paralimni        | 1º posto in Seconda Divisione |
| Ermīs Aradippou  | Aradhippou  | Stadio Ammochostos (gioca a Larnaca) | 6º posto in A' Katīgoria      |
| Ethnikos Achnas  | Achna       | Dasaki Stadium                       | 7º posto in A' Katīgoria      |
| Nea Salamis      | Larnaca     | Stadio Ammochostos (gioca a Larnaca) | 9º posto in A' Katīgoria      |
| Omonia           | Nicosia     | Stadio GSP                           | 4º posto in A' Katīgoria      |
| Pafos            | Paphos      | Stadio Pafiako                       | 2º posto in Seconda Divisione |

## Stagione regolare

### Classifica finale
|  | Pos. | Squadra          | Pt | G  | V  | N | P  | GF | GS | DR  |
|  | ---- | ---------------- | -- | -- | -- | - | -- | -- | -- | --- |
|  | 1.   | APOEL            | 62 | 26 | 20 | 2 | 4  | 72 | 18 | +54 |
|  | 2.   | AEK Larnaca      | 61 | 26 | 19 | 4 | 3  | 47 | 17 | +30 |
|  | 3.   | Anorthōsis       | 52 | 26 | 15 | 7 | 4  | 48 | 22 | +26 |
|  | 4.   | Omonia           | 49 | 26 | 14 | 7 | 5  | 46 | 24 | +22 |
|  | 5.   | Apollōn Limassol | 49 | 26 | 14 | 7 | 5  | 41 | 24 | +17 |
|  | 6.   | Nea Salamis      | 33 | 26 | 8  | 9 | 9  | 37 | 52 | -15 |
|  | 7.   | Arīs Limassol    | 31 | 26 | 8  | 7 | 11 | 29 | 31 | -2  |
|  | 8.   | AEL Limassol     | 31 | 26 | 9  | 4 | 13 | 22 | 32 | -10 |
|  | 9.   | Doxa Katōkopias  | 30 | 26 | 7  | 9 | 10 | 31 | 41 | -10 |
|  | 10.  | Pafos            | 27 | 26 | 6  | 9 | 11 | 35 | 47 | -12 |
|  | 11.  | Ethnikos Achnas  | 24 | 26 | 5  | 9 | 12 | 28 | 44 | -16 |
|  | 12.  | Ermīs Aradippou  | 24 | 26 | 6  | 6 | 14 | 22 | 40 | -18 |
|  | 13.  | EN Paralimni     | 20 | 26 | 4  | 8 | 14 | 28 | 47 | -19 |
|  | 14.  | Agia Napa        | 6  | 26 | 0  | 6 | 20 | 17 | 64 | -47 |

Legenda:

      Ammesse alla poule scudetto
      Ammesse alla poule retrocessione
      Retrocesse in Seconda Divisione
Note:

Tre punti a vittoria, uno a pareggio, zero a sconfitta.
La classifica viene stilata secondo i seguenti criteri:
- Punti conquistati
- Punti conquistati negli scontri diretti
- Differenza reti negli scontri diretti
- Reti realizzate negli scontri diretti
- Reti realizzate fuori casa negli scontri diretti (solo tra due squadre)
- Differenza reti generale
- Reti totali realizzate
- Spareggio (solo per retrocessione e accesso alle poule)

### Risultati
|                  | AEK  | AEL  | Ano  | APO  | ApL  | Aris | Agia | Dox  | ENP  | Erm  | Eth  | Nea  | Omo  | Paf  |
| ---------------- | ---- | ---- | ---- | ---- | ---- | ---- | ---- | ---- | ---- | ---- | ---- | ---- | ---- | ---- |
| AEK Larnaca      | –––– | 0-2  | 1-0  | 2-2  | 6-1  | 2-1  | 3-1  | 2-0  | 2-1  | 2-0  | 1-0  | 1-2  | 2-1  | 3-0  |
| AEL Limassol     | 0-1  | –––– | 0-1  | 0-1  | 0-2  | 1-2  | 1-0  | 4-0  | 0-2  | 1-0  | 1-0  | 0-2  | 2-1  | 0-0  |
| Anorthōsī        | 1-1  | 2-0  | –––– | 1-2  | 3-2  | 2-1  | 2-2  | 2-1  | 2-0  | 4-0  | 3-0  | 2-1  | 0-0  | 5-1  |
| APOEL Nicosia    | 1-2  | 6-0  | 0-2  | –––– | 0-1  | 4-0  | 3-0  | 1-2  | 3-0  | 2-0  | 3-0  | 6-1  | 2-0  | 6-2  |
| Apollōn Limassol | 0-0  | 1-0  | 3-0  | 0-1  | –––– | 2-1  | 4-0  | 2-1  | 2-1  | 0-0  | 5-2  | 3-0  | 0-0  | 3-1  |
| Aris Limassol    | 0-1  | 0-1  | 0-0  | 1-2  | 2-2  | –––– | 2-0  | 1-1  | 2-1  | 1-1  | 2-0  | 2-0  | 0-1  | 1-0  |
| Agia Napa        | 1-3  | 0-1  | 1-7  | 0-1  | 0-3  | 0-4  | –––– | 2-2  | 0-2  | 0-1  | 2-3  | 1-3  | 1-2  | 1-1  |
| Doxa Katōkopias  | 0-3  | 2-1  | 1-1  | 0-1  | 1-3  | 2-1  | 2-0  | –––– | 2-1  | 2-1  | 1-1  | 1-2  | 0-1  | 1-3  |
| EN Paralimni     | 0-1  | 2-2  | 0-2  | 0-5  | 0-0  | 2-2  | 2-2  | 0-1  | –––– | 0-1  | 2-1  | 2-2  | 1-4  | 2-1  |
| Ermis Aradippou  | 0-3  | 2-1  | 2-0  | 1-5  | 1-2  | 0-0  | 0-0  | 2-2  | 2-1  | –––– | 1-2  | 1-2  | 0-1  | 2-1  |
| Ethnikos Achnas  | 0-2  | 0-0  | 1-1  | 1-3  | 2-0  | 1-2  | 2-0  | 2-2  | 0-0  | 2-2  | –––– | 2-2  | 1-0  | 1-1  |
| Nea Salamis      | 0-0  | 1-2  | 1-3  | 0-9  | 2-0  | 0-0  | 2-2  | 0-0  | 3-1  | 3-2  | 2-2  | –––– | 0-2  | 1-1  |
| Omonia           | 3-1  | 4-2  | 0-0  | 2-2  | 0-0  | 2-1  | 4-0  | 1-1  | 2-2  | 1-0  | 2-1  | 5-3  | –––– | 6-0  |
| Pafos            | 0-2  | 0-0  | 1-2  | 0-1  | 0-0  | 3-0  | 4-1  | 3-3  | 3-3  | 2-0  | 3-0  | 2-2  | 2-1  | –––– |

## Poule scudetto

### Classifica finale
|                  | Pos. | Squadra          | Pt | G  | V  | N  | P  | GF | GS | DR  |
| ---------------- | ---- | ---------------- | -- | -- | -- | -- | -- | -- | -- | --- |
| Cipro (bandiera) | 1.   | APOEL            | 83 | 36 | 26 | 5  | 5  | 91 | 26 | +65 |
|                  | 2.   | AEK Larnaca      | 75 | 36 | 23 | 6  | 7  | 61 | 34 | +27 |
|                  | 3.   | Apollōn Limassol | 68 | 36 | 19 | 11 | 7  | 61 | 36 | +25 |
|                  | 4.   | Omonia           | 67 | 36 | 20 | 7  | 9  | 63 | 34 | +29 |
|                  | 5.   | Anorthōsis       | 59 | 36 | 16 | 11 | 9  | 57 | 41 | +16 |
|                  | 6.   | Nea Salamis      | 37 | 36 | 9  | 10 | 17 | 44 | 72 | -28 |

Legenda:

      Campione di Cipro e ammessa alla UEFA Champions League 2016-2017
      Ammesse alla UEFA Europa League 2016-2017
Note:

Tre punti a vittoria, uno a pareggio, zero a sconfitta.
La classifica viene stilata secondo i seguenti criteri:
- Punti conquistati
- Punti conquistati negli scontri diretti
- Differenza reti negli scontri diretti
- Reti realizzate negli scontri diretti
- Reti realizzate fuori casa negli scontri diretti (solo tra due squadre)
- Differenza reti generale
- Reti totali realizzate
- Spareggio (solo per retrocessione e accesso alle poule)

### Risultati
|                  | AEK  | Ano  | APO  | ApL  | Nea  | Omo  |
| ---------------- | ---- | ---- | ---- | ---- | ---- | ---- |
| AEK Larnaca      | –––– | 3-2  | 0-3  | 2-2  | 2-1  | 1-3  |
| Anorthōsī        | 0-1  | –––– | 1-1  | 1-1  | 1-1  | 0-3  |
| APOEL Nicosia    | 2-0  | 2-2  | –––– | 2-2  | 4-1  | 2-1  |
| Apollōn Limassol | 2-2  | 4-1  | 1-0  | –––– | 2-1  | 1-2  |
| Nea Salamis      | 3-2  | 0-1  | 0-1  | 0-3  | –––– | 1-2  |
| Omonia           | 0-1  | 3-0  | 0-2  | 1-2  | 2-0  | –––– |

## Poule retrocessione

### Classifica finale
|  | Pos. | Squadra         | Pt | G  | V  | N  | P  | GF | GS | DR  |
|  | ---- | --------------- | -- | -- | -- | -- | -- | -- | -- | --- |
|  | 1.   | AEL Limassol    | 47 | 36 | 14 | 7  | 15 | 38 | 43 | -5  |
|  | 2.   | Ermīs Aradippou | 42 | 36 | 11 | 9  | 16 | 35 | 51 | -16 |
|  | 3.   | Arīs Limassol   | 41 | 36 | 10 | 11 | 15 | 43 | 46 | -3  |
|  | 4.   | Doxa Katōkopias | 41 | 36 | 10 | 11 | 15 | 45 | 58 | -13 |
|  | 5.   | Ethnikos Achnas | 39 | 36 | 9  | 12 | 15 | 43 | 57 | -14 |
|  | 6.   | Pafos           | 36 | 36 | 8  | 12 | 16 | 41 | 58 | -17 |

Legenda:

      Retrocessa in Seconda Divisione
Note:

Tre punti a vittoria, uno a pareggio, zero a sconfitta.
La classifica viene stilata secondo i seguenti criteri:
- Punti conquistati
- Punti conquistati negli scontri diretti
- Differenza reti negli scontri diretti
- Reti realizzate negli scontri diretti
- Reti realizzate fuori casa negli scontri diretti (solo tra due squadre)
- Differenza reti generale
- Reti totali realizzate
- Spareggio

### Risultati
|                 | AEL  | Aris | Dox  | Erm  | Eth  | Paf  |
| --------------- | ---- | ---- | ---- | ---- | ---- | ---- |
| AEL Limassol    | –––– | 2-2  | 0-1  | 3-1  | 5-2  | 1-0  |
| Aris Limassol   | 0-1  | –––– | 4-3  | 3-0  | 2-2  | 0-0  |
| Doxa Katōkopias | 1-2  | 1-1  | –––– | 2-2  | 1-2  | 3-1  |
| Ermis Aradippou | 1-1  | 3-1  | 3-1  | –––– | 1-1  | 1-0  |
| Ethnikos Achnas | 2-0  | 2-1  | 1-2  | 0-1  | –––– | 3-0  |
| Pafos           | 1-1  | 1-0  | 2-0  | 0-1  | 1-1  | –––– |

## Statistiche

### Classifica marcatori
Fonte: sito ufficiale
| Gol |  |  | Giocatore           | Squadra          |
| --- |  |  | ------------------- | ---------------- |
| 19  |  |  | André Alves         | AEK Larnaca      |
| 19  |  |  | Fernando Cavenaghi  | APOEL            |
| 19  |  |  | Dimităr Makriev     | Nea Salamis      |
| 17  |  |  | Dino Ndlovu         | Anorthōsis       |
| 15  |  |  | André Schembri      | Omonia           |
| 15  |  |  | Cillian Sheridan    | Omonia           |
| 14  |  |  | Tomás De Vincenti   | APOEL            |
| 13  |  |  | Alhassane Keita     | Ermīs Aradippou  |
| 11  |  |  | Geōrgios Efraim     | APOEL            |
| 11  |  |  | Nassir Maachi       | Pafos            |
| 10  |  |  | Nuno Assis          | Omonia           |
| 10  |  |  | Markos Maragoudakis | Arīs Limassol    |
| 9   |  |  | Fōtīs Papoulīs      | Apollōn Limassol |
| 9   |  |  | Kyriakos Pavlou     | Nea Salamis      |
| 9   |  |  | Arkadiusz Piech     | AEL Limassol     |
| 9   |  |  | Adrián Sardinero    | AEL Limassol     |
| 9   |  |  | Pieros Sōtīriou     | APOEL            |
| 9   |  |  | Luka Stojanović     | Apollōn Limassol |

## Verdetti finali
- APOEL campione di Cipro e qualificato alla UEFA Champions League 2016-2017.
- AEK Larnaca, Apollōn Lemesou e Omonia qualificati alla UEFA Europa League 2016-2017.
- Pafos, Agia Napa e EN Paralimni retrocessi in Seconda Divisione.